# Superliga 1973/74
Die Saison 1973/74 war die zweite Spielzeit der Superliga, der höchsten spanischen Eishockeyspielklasse. Meister wurde zum zweiten Mal Real Sociedad. Vor der Spielzeit musste der CH Valladolid den Spielbetrieb aufgrund der Schließung seines Eisstadions einstellen.   

## Teilnehmer
- FC Barcelona
- CH Jaca
- CH Madrid
- CG Puigcerdà
- Real Sociedad